# IPM Group
IPM Group è una società italiana attiva nel settore delle telecomunicazioni con sede ad Arzano, nella città metropolitana di Napoli.

## Storia
L'IPM (Industria Politecnica Meridionale) è stata fondata da Remo De Feo, un ex dipendente della Ericsson che nel 1958 apre ad Arzano un laboratorio per la riparazione dei telefoni. L'azienda investe nella produzioni di telefoni pubblici di cui col tempo diviene uno dei maggiori produttori. I telefoni IPM vengono installati in Italia e nel mondo facendo dell'azienda di Arzano uno dei protagonisti nel settore della telefonia pubblica arrivando ad avere alla fine degli anni Novanta 1200 dipendenti.
Nel 2001 con l'acquisizione  della società elvetica Landis+Gyr Communication l'IPM Group potenzia la sua offerta di telefoni pubblici. 
Ma con  sviluppo della telefonia cellulare e la riduzione del mercato dei telefoni pubblici a cui si aggiunge la perdita del rapporto di  esclusiva con Telecom Italia, l'IPM affronta una gravissima crisi. L'azienda prova a reagire alla riduzione del mercato entrando nel settore delle smart card tramite la controllata Incard di Marcianise (Caserta), uno dei maggiori produttori al mondo di carte per la telefonia mobile, ma nel 2003 la Incard viene ceduta alla STMicroelectronics per 70 milioni di euro. 
Negli anni successivi l'Azienda subisce una pesante ristrutturazione che comporta una forte riduzione del personale impiegato. Nel frattempo diventa fornitore di Deutsche Telekom per i telefoni pubblici, e si affaccia sul mercato dei prodotti per l'infomobilità (sistemi dedicati sia a fornire informazioni e intrattenimento al pubblico dei trasporti, sia a fornire informazioni al gestore del network - "infotainement"), per il ticketing (emettitrici di titoli di viaggio) e per la lettura dei documenti elettronici di identificazione (E-Passport). In questo quadro fornisce i sistemi di bordo per gli autobus Breda-Menarini e De Simon per Ente Autonomo Volturno (holding regionale dei trasporti in Campania), le emettitrici per il Consorzio Unico Campania e per FSE e i sistemi di infotainement di bordo e di terra per la nuova metropolitana di Dubai, per conto di Thales 3DS.
Dopo aver minacciato la chiusura per liquidazione nel giugno 2010, la Proprietà ha receduto da tale proposito e l'Azienda ha proseguito le forniture ai suoi clienti fra i quali si è aggiunta Telmex Perù. Il fatturato si è quindi spostato al 99% sul mercato estero. Nel maggio 2012 la Proprietà ha definitivamente messo in liquidazione per cessazione attività l'Azienda.
Dopo un tentativo da parte di alcuni Manager di recuperare in modo autonomo rami d'azienda per farli sopravvivere e tentarne il rilancio, nel marzo 2013 la IPM GROUP in liquidazione ha ceduto il ramo d'azienda dei prodotti di Telefonia Pubblica a una nuova azienda denominata NEW IPM TEL, che ha iniziato la propria attività nello stesso sito di Nola dove la IPM GROUP si era trasferita nel maggio 2011, mentre il ramo di azienda relativo ai prodotti per i trasporti (video broadcasting, ticketing, etc...) è stato ceduto a una società denominata IPM EDGE

## Struttura societaria
L'IPM aveva al momento della chiusura 87 dipendenti di cui la maggior parte impiegati nella ricerca che operano in 1 laboratorio di ricerca in  Italia e ha 1 impianto produttivo.
L'IPM ha venduto ad oggi oltre 4 milioni di telefoni pubblici in 70 paesi del mondo. 
IPM Group è attualmente in liquidazione. La NEW IPM TEL ha ripreso la produzione, pur con un numero di dipendenti molto inferiore, e ha ripreso le consegne verso i Clienti (Telekom Austria), cercando nel frattempo di riagganciare anche i vecchi clienti della IPM GROUP. Sono in corso attività di manutenzione software verso Portugal Telecom.